# 橘娘
橘娘（たちばなのいらつめ、? - 天武天皇10年（681年）2月29日）は、飛鳥時代の女性。阿倍倉梯麻呂（内麻呂）の娘。
天智天皇の妃となり、明日香皇女と新田部皇女を生む。姉妹には、孝徳天皇の妃となった小足媛がいる。またの名を阿倍夫人とも伝えられている。

## 系譜
- 父：阿倍倉梯麻呂（内麻呂）
- 姉妹：小足媛
- 夫：天智天皇
- 子：明日香皇女、新田部皇女